# August I. (Oldenburg)

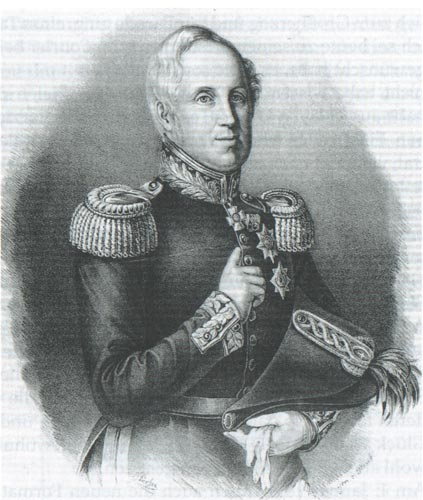
Großherzog August I. von Oldenburg

Erbprinz Paul Friedrich August von Oldenburg

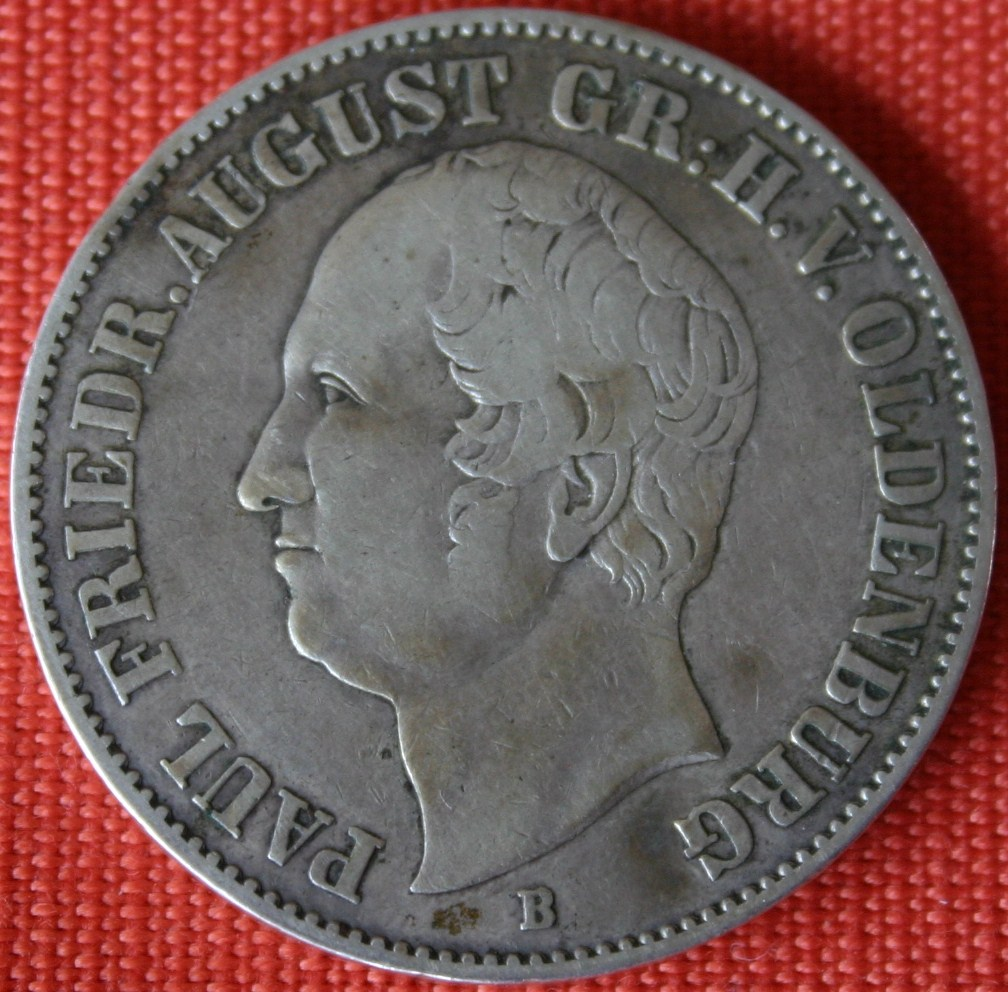
Talermünze aus 1846 mit Konterfei Paul Friedrich August

Paul Friedrich August von Oldenburg (* 13. Juli 1783 in Rastede; † 27. Februar 1853 in Oldenburg) war von 1829 bis 1853 als August I. Großherzog von Oldenburg.

## Leben

### Ausbildung und frühe Jahre
Er wurde als Sohn des Herzogs Peter Friedrich Ludwig und der Prinzessin Friederike von Württemberg geboren. Gemeinsam mit seinem jüngeren Bruder Georg (1784–1812) wurde er unter der strengen Kontrolle des Vaters im Geist der Fürstenerziehung des 18. Jahrhunderts erzogen. Von 1803 bis 1805 besuchte er die Universität Leipzig und begab sich danach auf zwei längere Bildungsreisen nach England (1805–1807) und Italien (1809–1810). Nach der Besetzung und Eingliederung Oldenburgs in das Französische Kaiserreich 1811 ging Paul Friedrich August mit seinem Vater bis 1813 nach Russland ins Exil.
Dort hielt er sich in Sankt Petersburg am Hof des mit den oldenburgischen Herzögen verwandten Zaren Alexander I. (1777–1825) auf, der den Prinzen im Herbst 1811 zum Gouverneur von Estland ernannte. Allerdings blieb er nur wenige Monate in seinem Amtsbezirk und schloss sich kurz vor Beginn des Russlandfeldzugs Napoleons im Mai 1812 dem Stab des russischen Oberbefehlshabers an, in dem er die schweren Rückzugsschlachten gegen die vorrückende französische Armee mitmachte. Nach dem überraschenden Tod seines Bruders Georg im Dezember 1812 rief ihn der Zar an den Hof zurück, um die oldenburgische Thronfolge zu sichern. Im Gefolge Alexanders nahm der Prinz dann aber wiederum an den Feldzügen der Befreiungskriege 1813 und 1814 teil. Auf Wunsch des Zaren kehrte er dann im Sommer 1814 nach Estland zurück, wo er bis zum Frühjahr 1816 weiter als Gouverneur amtierte und dort die Vorbereitungen zur Aufhebung der Leibeigenschaft leitete.
Anschließend begab er sich auf Brautsuche an die kleinstaatlichen Höfe Deutschlands und kehrte dann nach Oldenburg zurück. Dort heiratete er am 24. Juli 1817 Prinzessin Adelheid von Anhalt-Bernburg-Schaumburg-Hoym, die Tochter des Fürsten Viktor II. von Anhalt-Bernburg-Schaumburg, mit der er zwei Töchter hatte und die bereits 1820 starb. Im Jahre 1825 heiratete er Prinzessin Ida, die jüngere Schwester seiner verstorbenen Frau, die aber nach der Geburt des Erbgroßherzogs Nikolaus Friedrich Peter (* 8. Juli 1827) ebenfalls starb. 1831 schloss er seine dritte Ehe mit Prinzessin Cäcilie von Schweden, der jüngsten Tochter des ehemaligen Königs von Schweden Gustavs IV. Adolf.

### Regierungsantritt
Nach dem Tod seines Vaters am 21. Mai 1829 trat August, inzwischen 46 Jahre alt, die Regierung an, nachdem er sich schon als Erbgroßherzog seit 1821 intensiv den Regierungsgeschäften gewidmet hatte. Am 28. Mai nahm er den bereits 1815 vom Wiener Kongress geschaffenen Titel eines Großherzogs von Oldenburg an und erhob das Herzogtum Oldenburg durch ein Patent zum Großherzogtum, wodurch der oldenburgische Gesamtstaat mit seinen drei Landesteilen einen einheitlichen Namen erhielt.

### Regierungszeit
Entgegen den Erwartungen der Bevölkerung reformierte August den oldenburgischen Staat nach der langen Herrschaft seines Vaters nicht, sondern richtete seine Politik auf den Erhalt der bestehenden Zustände aus. Erst unter dem Druck der französischen Julirevolution von 1830 und der daraus resultierenden Furcht vor inneren Unruhen stellte er im Oktober 1830 in einer vage formulierten Proklamation die Einführung einer Landständischen Verfassung in Aussicht, wie sie die Wiener Schlussakte zur Gründung des Deutschen Bundes, dem auch Oldenburg angehörte, eigentlich allen Mitgliedern zugesichert hatte. Augusts Berater unter seinem Staatsminister Günther von Berg legten in der Folge einen Verfassungsentwurf vor an dem sich der Großherzog auch selbst beteiligt hatte. Das Abebben der revolutionären Bewegung und antidemokratische Bedenken der verwandten dänischen und russischen Herrscherhäuser nutzte der Großherzog 1832, um den Entwurf 1832 offenbar selbst erleichtert zu den Akten zu legen.
Zwar war schon Ende 1831 eine Gemeindeordnung für die Landgemeinden, als Grundlage der einführenden landständischen Verfassung, publiziert worden; doch wurde das Verlangen der Bevölkerung nach einer solchen Verfassung erst infolge der Ereignisse von 1848 erfüllt. Nur mit Widerstreben und auf Anraten seiner Räte verabschiedete der Großherzog am 18. Februar 1849 das mit dem Landtag vereinbarte Staatsgrundgesetz, welches aber schon 1852, allerdings im Einvernehmen mit dem Landtag revidiert wurde und das liberale Werk der Revolution im konservativen Sinne modifizierte.
August regierte als ausgesprochener Konservativer, dem konstitutionelle Ideen und die politische Mitwirkung der Bürger zeitlebens fremd blieben, im Geist eines aufgeklärten Spätabsolutismus. In den kleinräumigen Verhältnissen Oldenburgs war sein Regierungsstil weiterhin zwangsläufig patriarchalisch, wobei er sich bemühte, gestützt auf eine integre und insgesamt leistungsfähige Beamtenschaft, sein Land gewissenhaft zu verwalten und dabei wohlwollend, pflichtbewusst und gerecht auch für die Wohlfahrt seiner Untertanen zu sorgen.
Schwierigen Problemen wich er aus und gab im Konfliktfall dem stärkeren Druck nach, was seine Biographen auf eine mittelmäßige Begabung und fehlende Willenskraft und Durchsetzungsfähigkeit zurückführen. Tatkraft zeigte er allerdings bei seiner besonderen Vorliebe, die dem Militär galt. Bereits als Erbprinz hatte er 1813 mit einer von ihm entworfenen Wehrverfassung die organisatorischen Grundlagen und durch Einführung der allgemeinen Wehrpflicht die Aufstellung eines oldenburgischen Kontingentes eingeleitet, das er nach seinem Regierungsantritt wiederum reorganisierte und zahlenmäßig vergrößerte. Im Gegensatz zu seinem Vater fühlte er sich durch seine Feldzugsteilnahmen als Soldat und trat in der Öffentlichkeit mit Vorliebe in Uniform auf.
Seine Versuche, in einzelnen innen- und außenpolitischen Fragen eine eigene Linie gegen die verantwortlichen Ministerien durchzusetzen, lösten mehrere Regierungskrisen aus. Das bekannteste Beispiel dafür ist sein Vorgehen, als Dänemark und Russland 1850 dem oldenburgischen Erbgroßherzog Nikolaus Friedrich Peter von Oldenburg die dänische Thronfolge anboten, um durch die Einsetzung eines deutschen Fürsten die Lösung der Schleswig-Holstein-Frage herbeizuführen. Als legitimistisch und rein dynastisch denkender Monarch hatte Paul Friedrich August diesem Plan voreilig zugestimmt und gab diesen nur wegen der Ablehnung seines Sohnes und durch energischen Widerspruchs des Ministerpräsidenten Buttel sowie des Innenministers auf.

### Repräsentation

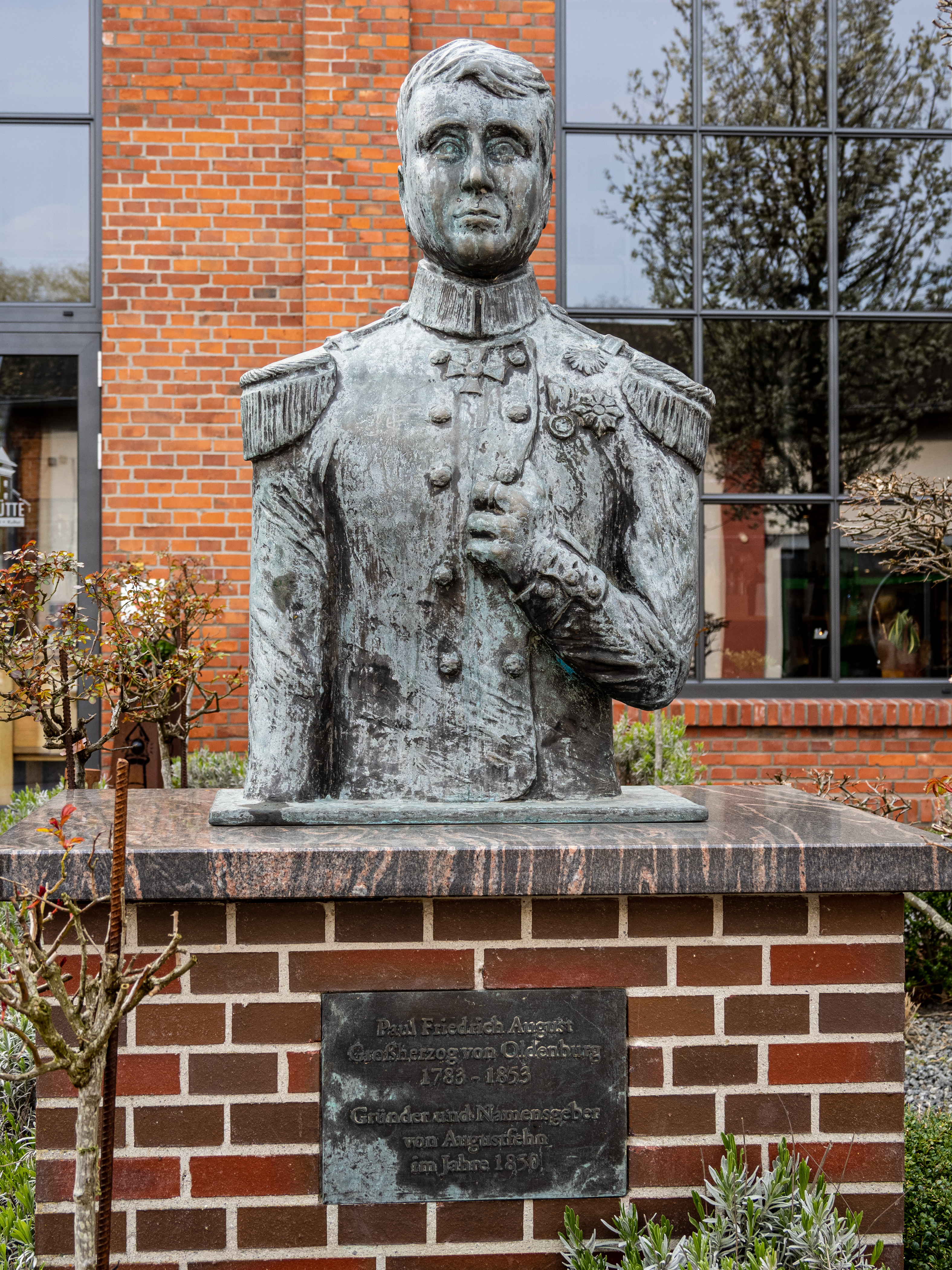
Portraitbüste vor der Eisenhütte Augustfehn

Zu Ehren seines Vaters stiftete er am 27. November 1838 den Oldenburgischen Haus- und Verdienstorden des Herzogs Peter Friedrich Ludwig, wodurch er auch sein ausgeprägtes Repräsentationsbedürfnis zeigte. Weiterhin erweiterte er den Hofstaat und förderte den Bau zahlreicher öffentlicher Gebäude in der Stadt Oldenburg, um ihren Status als großherzogliche Residenzstadt auch architektonisch sichtbar zu machen. Auch Kunst und Literatur förderte er etwa durch die Gründung des Hoftheaters, der Hofkapelle sowie der Großherzoglichen Sammlungen.
Nach dem Großherzog wurde die Fehnkolonie Augustfehn im Landkreis Ammerland benannt. Hier erinnert eine in Bronze gefasste Porträtbüste (Baujahr 2006) auf dem Dorfplatz an den Herrscher des damaligen Großherzogtums Oldenburg.
Aufgrund seiner Bemühungen um die Reichsflotte wurde die Radkorvette Großherzog von Oldenburg nach ihm benannt.
Großherzog  August I. ist im Großherzoglichen Mausoleum auf dem Gertrudenfriedhof in Oldenburg beigesetzt.

## Nachkommen

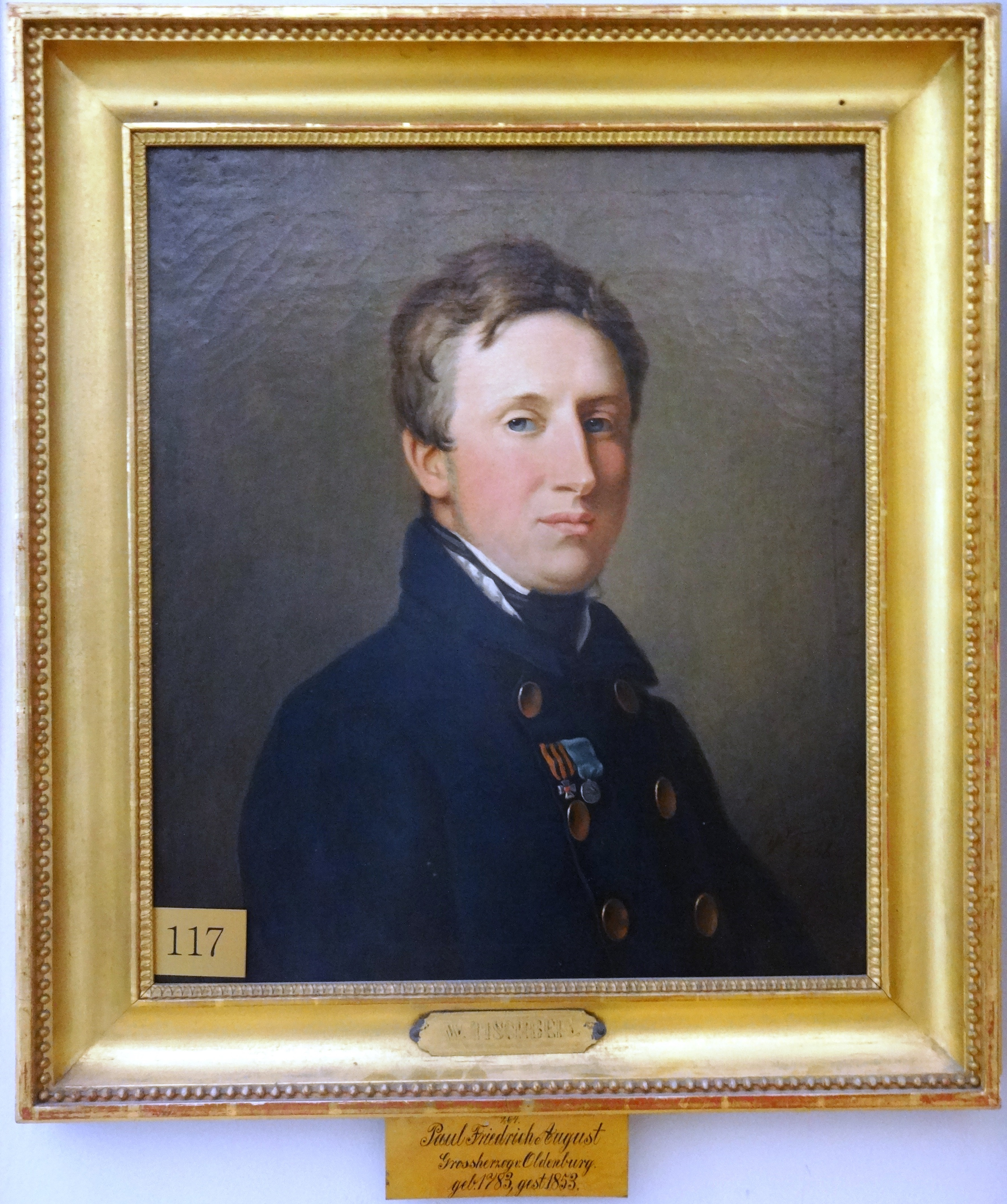
Paul Friedrich August, zeitgenössisches Gemälde, Schloss Eutin

Aus seiner 1817 geschlossenen ersten Ehe mit Prinzessin Adelheid (* 1800, † 1820), Tochter des Fürsten Viktor II. von Anhalt-Bernburg-Schaumburg stammen seine Töchter:
- Amalie von Oldenburg (* 21. Dezember 1818; † 20. Mai 1875) ⚭ König Otto I. von Griechenland
- Friederike von Oldenburg (* 8. Juni 1820; † 20. März 1891); sie heiratete später Maximilian Emanuel von Washington, einen entfernten Verwandten George Washingtons.

Aus der 1825 geschlossenen zweiten Ehe mit Prinzessin Ida (1804–1828), Schwester der verstorbenen Prinzessin Adelheid, stammt
- Nikolaus Friedrich Peter (* 8. Juli 1827; † 13. Juni 1900), Großherzog von Oldenburg

In dritter Ehe heiratete August 1831 Prinzessin Cäcilie (1807–1844), Tochter von Gustav IV. Adolf, König von Schweden. Aus dieser Ehe stammen
- Alexander Friedrich Gustav (* 16. Juni 1834; † 6. Juni 1835)
- Nikolaus Friedrich August (* 15. Februar 1836; † 30. April 1837)
- Anton Günther Friedrich Elimar (* 23. Januar 1844; † 17. Oktober 1895)